# Kösliner SV Phönix
Kösliner SV Phönix (celým názvem: Kösliner Sportverein Phönix) byl německý sportovní klub, který sídlil v pomořanském městě Köslin (dnešní Koszalin v Západopomořanském vojvodství). Založen byl v roce 1909, zanikl v roce 1945 po polské anexi východních Pomořan. Klubové barvy byly červená a černá.
Své domácí zápasy odehrával na stadionu Neukampfbahn s kapacitou 20 000 diváků.

## Historické názvy
Zdroj: 
- 1909 – Kösliner SV Phönix (Kösliner Sportverein Phönix)
- 1945 – zánik

## Umístění v jednotlivých sezonách
Stručný přehled
Zdroj: 
- 1933–1934: Gauliga Pommern Ost
- 1940–1943: Gauliga Pommern Ost

Jednotlivé ročníky
Zdroj: 
Legenda: Z - zápasy, V - výhry, R - remízy, P - porážky, VG - vstřelené góly, OG - obdržené góly, +/- - rozdíl skóre, B - body, červené podbarvení - sestup, zelené podbarvení - postup, fialové podbarvení - reorganizace, změna skupiny či soutěže
| Velkoněmecká říše (1933 – 1943) |                     |        |    |   |   |    |    |    |     |    |        |
| Sezóny                          | Liga                | Úroveň | Z  | V | R | P  | VG | OG | +/- | B  | Pozice |
| 1933/34                         | Gauliga Pommern Ost | 1      | 12 | 1 | 1 | 10 | 23 | 61 | -38 | 3  | 7.     |
| ...                             |                     |        |    |   |   |    |    |    |     |    |        |
| 1940/41                         | Gauliga Pommern Ost | 1      | 10 | 2 | 2 | 6  | 17 | 34 | -17 | 6  | 5.     |
| 1941/42                         | Gauliga Pommern Ost | 1      | 10 | 6 | 0 | 4  | 31 | 27 | +4  | 12 | 2.     |
| 1942/43                         | Gauliga Pommern Ost | 1      | 10 | 1 | 0 | 9  | 13 | 84 | -71 | 2  | 6.     |